# Dilek, Köprüköy
Dilek là một xã thuộc huyện Köprüköy, tỉnh Erzurum, Thổ Nhĩ Kỳ. Dân số thời điểm năm 2011 là 151 người.